# Flaxwood
 (novembre 2014).
Flaxwood est une marque finlandaise de guitares électriques et de pièces détachées pour instruments. L'entreprise, basée à Heinävaara en Carélie du Nord, a été fondée en 2005 à la suite d'un projet de recherche mené par Heikki Koivurova sur les polymères thermoplastiques renforcés de fibres naturelles,. Elle fabrique ses instruments à partir de ce matériau composite selon un procédé breveté de moulage par injection . Le premier prototype Flaxwood a été développé en 2003 avec la contribution du luthier Veijo Rautia et deux ans plus tard les modèles ont été introduits sur le marché. Flaxwood a ensuite sorti une gamme de guitares hybrides ,.

## Description

### Matériau
Le corps, le manche et la plaque arrière des guitares Flaxwood sont réalisés à partir d'un thermoplastique renforcé de fibres naturelles. Le matériau composite, appelé flax ou encore Kareline FLX, a été développé dans le cadre d'une collaboration entre Heikki Koivurova, un ingénieur industriel de Joensuu, Kareline, une entreprise finlandaise spécialisée dans les matériaux composites, et l'université de Joensuu ,,. Il se compose d’une part de fibres d'épicéa issues de la récupération et d’autre part d’un thermoplastique décrit comme biodégradable et recyclable ,. Lors de la phase d'injection, les fibres sont disposées dans un angle prédéfini. À l’état solide, le matériau a une densité de 1,2 kg/cm3 et a comme caractéristique d’être homogène et peu sensible aux variations hygrométriques et thermométriques ,.

### Fabrication
Flaxwood produit ses instruments et pièces à Heinävaara. La matière première est fournie par Kareline et les opérations de moulage sont effectuées à l'usine d'All-Plast,,. En sortant du moule les pièces ont pratiquement tous les trous, cavités et joints. Ils sont ensuite assemblés et finis à la main avec des outils couramment utilisés en lutherie traditionnelle.

## Produits

### Guitares
Flaxwood produit actuellement deux types de guitares; un modèle de base et un modèle hybride.

#### Série Flaxwood
Ces modèles ont des caractéristiques environ semblables. Le corps semi-acoustique est équipé d’une plaque arrière et dispose soit d'un chevalet fixe Gotoh 510UB, ou d'un Gotoh GE-103B Tune-o-Matic, ou d’un vibrato Schaller LP. Le manche collé possède 22 frettes medium jumbo, un diapason de 25,5" et un sillet Tune-X Tuning System 1-11 / 16". Presque chaque guitare est désignée d'un nom finnois correspondant à ses caractéristiques.

#### Série hybride
Les modèles de la série hybride disposent d'un manche Flaxwood vissé à un corps en aulne. Les modèles sont disponibles en deux configurations de micros, soit trois micros à simple bobinage Seymour Duncan SSL-2, ou bien deux micros à double bobinage, un Seymour Duncan SH-14N et un SH-2N.

### Pièces
Depuis 2011, Flaxwood a lancé une série de pièces pour instruments de musique tels que des manches, des kits montables et des touches pour instruments à cordes frottées ,. Certaines entreprises utilisent ces pièces comme le facteur allemand de violons Mezzo-Forte .

## Artistes Flaxwood
- Les Dudek
- Bugs Henderson
- Phil Palmer
- Dean Parks
- Axel Ritt
- Waddy Wachtel
- Dave Young